# Jacopo Coppi

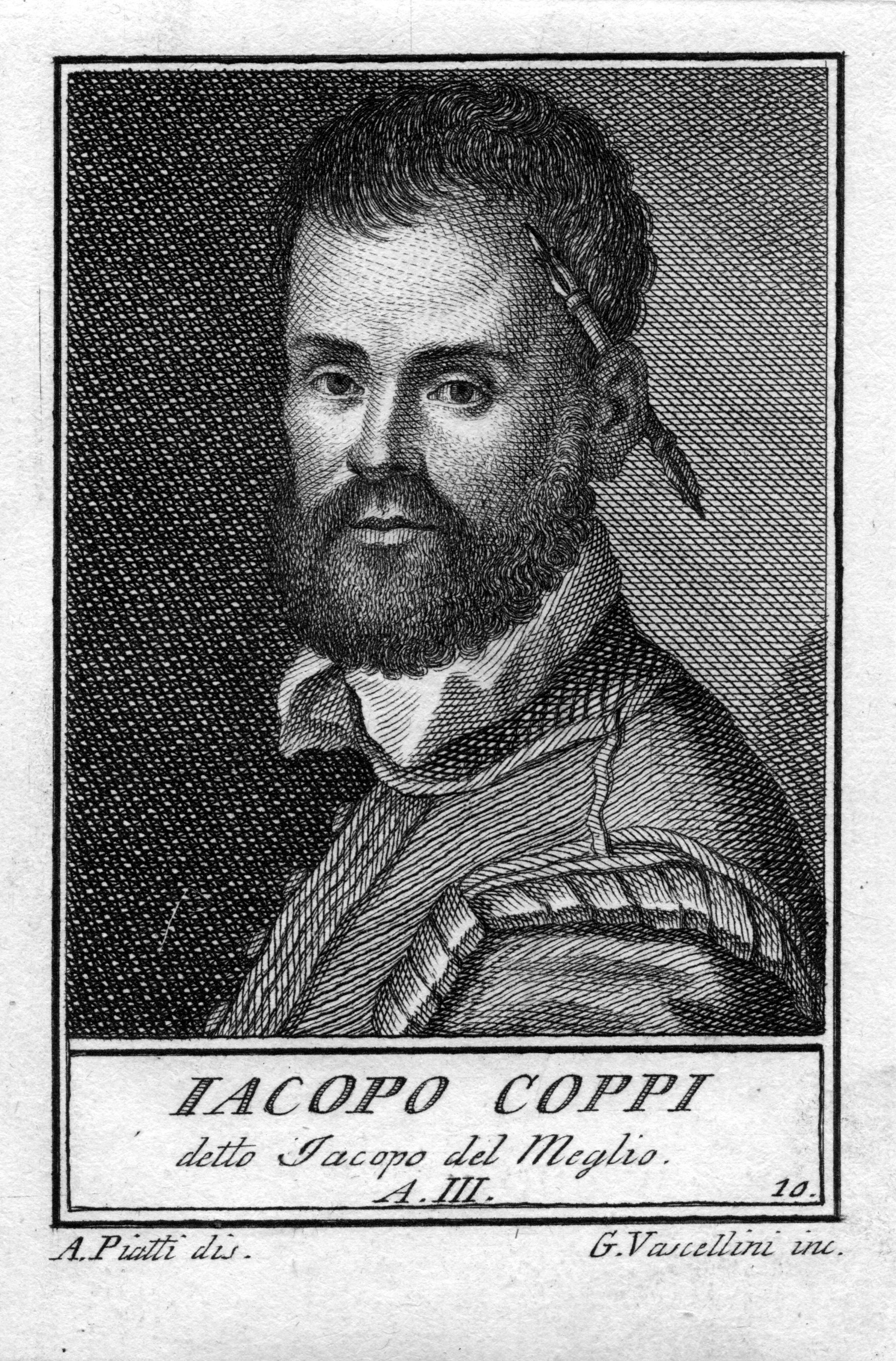
Porträt von Jacopo Coppi

Jacopo Coppi, auch Giacomo Coppi und del Meglio genannt, (* um 1523 in Peretola; † 1591 in Florenz) war ein italienischer Maler. 
Jacopo Coppi erhielt seine künstlerische Ausbildung bei Giorgio Vasari. Er schuf überwiegend Kirchenfresken in Florenz. Von 1576 bis 1579 hielt er sich in Rom auf, wo er die Tribüne der Kirche San Pietro in Vincoli ausmalte. Des Weiteren gehörte er der Accademia delle Arti del Disegno an. Zu seinen bekanntesten Werken zählen Ecce Homo in der Santa Croce, Triumph Christi in der Santa Maria Novella, Altarbild des heiligen Clemens im Dom zu Pisa (1576), Geschichte des wunderbaren Kruzifixes in der San Salvatore in Bologna (1579) sowie sein Selbstbildnis in den Uffizien. 

## Werke (Auswahl)

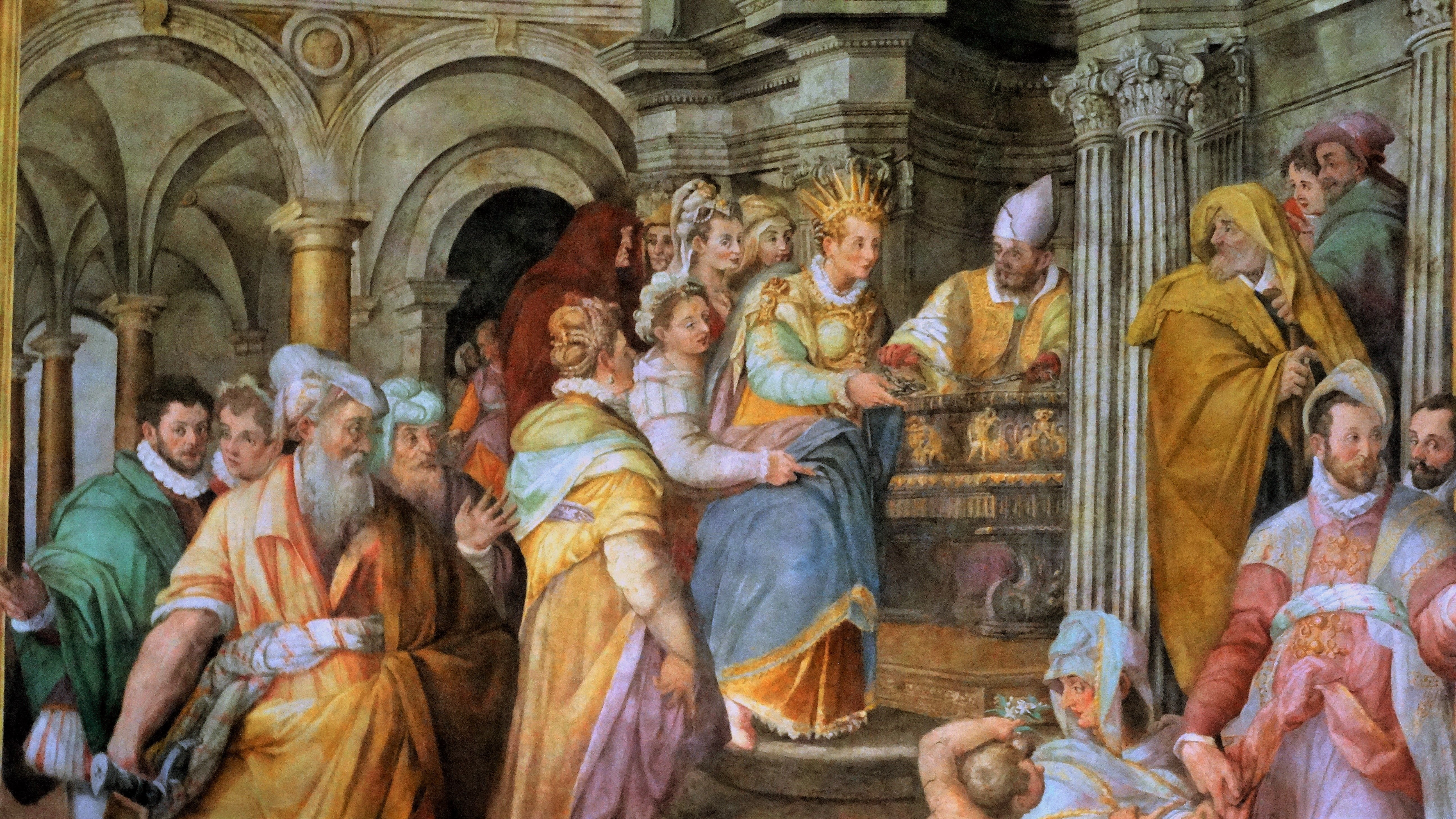
Fresko der Geschichte des heiligen Apostels Petrus in San Pietro in Vincoli
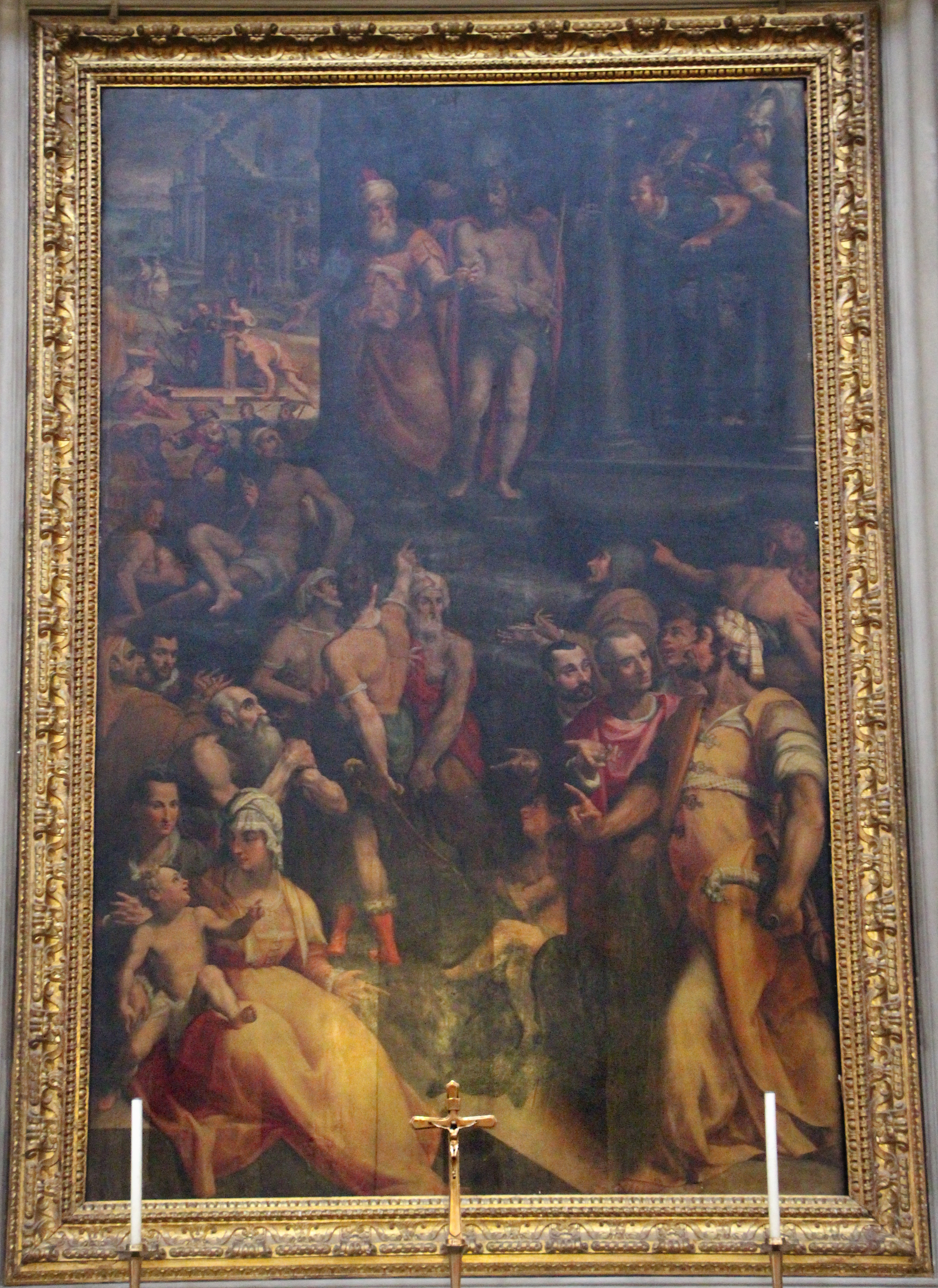
Ecce Homo in Santa Croce in Florenz
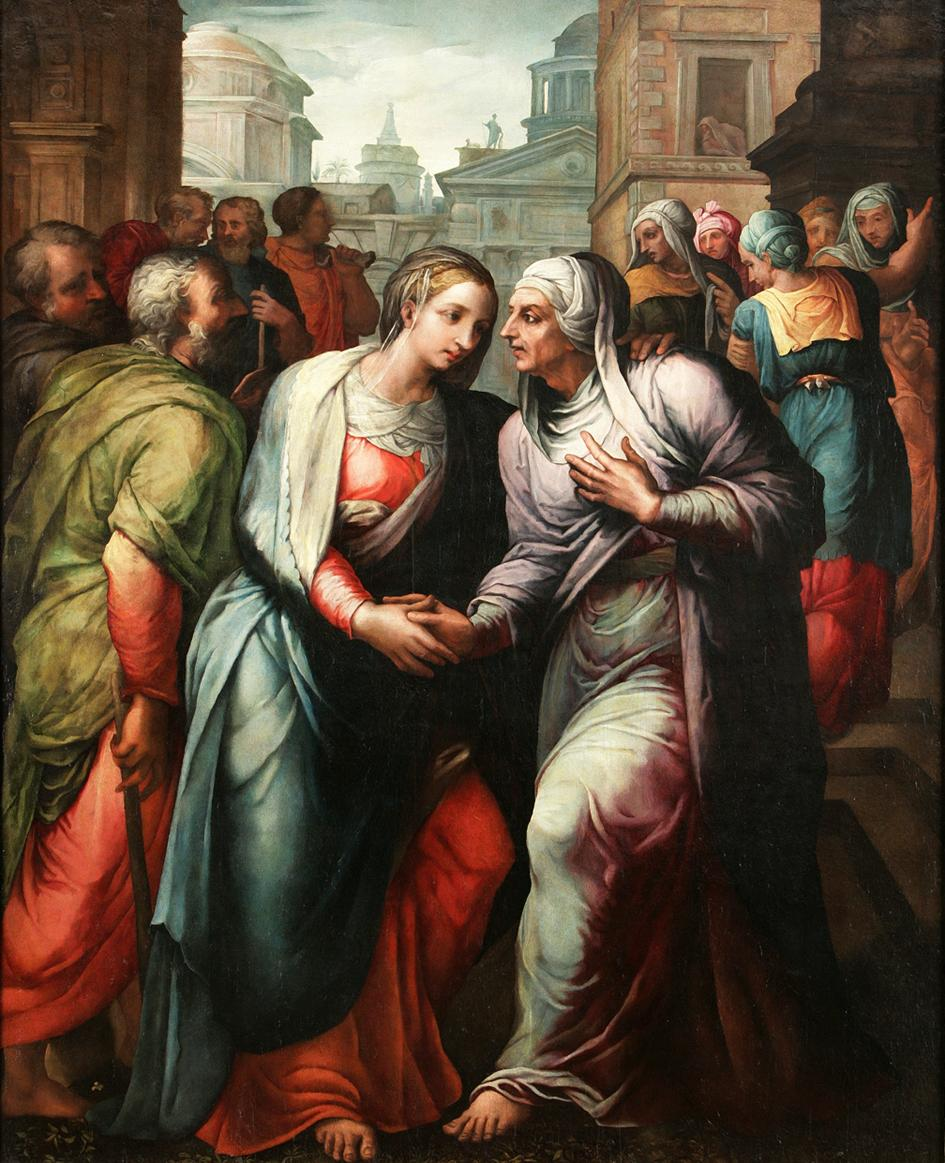
La Visitazione
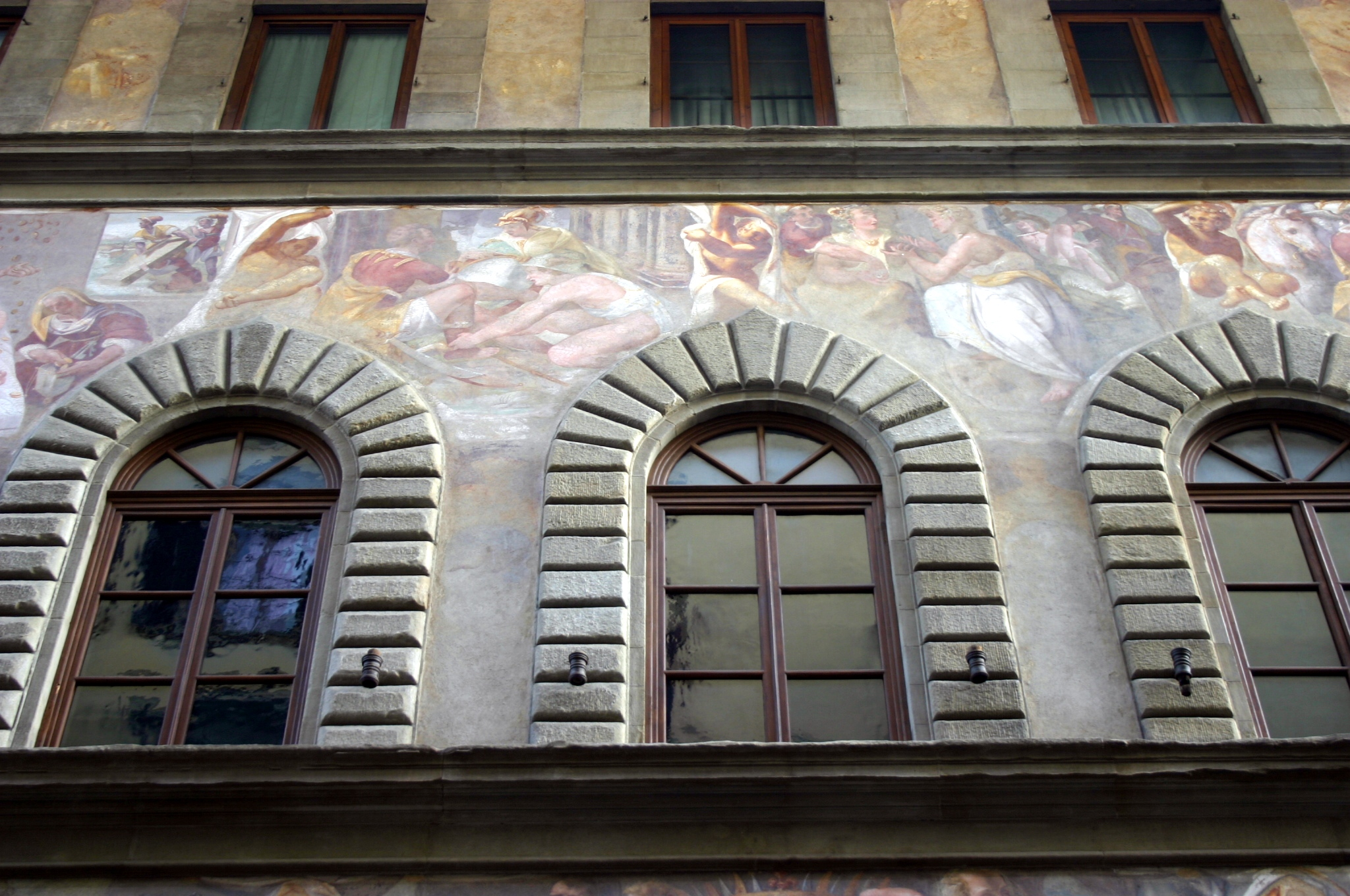
Fassade des Palazzo Mellini-Fossi